# Galium guadalupense
Galium guadalupense är en måreväxtart som först beskrevs av Spreng., och fick sitt nu gällande namn av Ined.. Galium guadalupense ingår i släktet måror, och familjen måreväxter. Inga underarter finns listade i Catalogue of Life.